# Schleppennachtschwalbe
Die Schleppennachtschwalbe (Caprimulgus climacurus) ist eine Vogelart aus der Familie der Nachtschwalben (Caprimulgidae).
Sie kommt in Äthiopien, Angola, Benin, Burkina Faso, der Demokratischen Republik Kongo, der Elfenbeinküste, Eritrea, Gabun, Gambia, Ghana, Guinea, Guinea-Bissau, Kamerun, Kenia, Liberia, Mali, Mauretanien, Niger, Nigeria, der Republik Kongo, Senegal, Sierra Leone, Südsudan, Sudan, Tansania, Togo, Tschad, Uganda und der Zentralafrikanischen Republik vor.
Ihr Verbreitungsgebiet umfasst verschiedene Habitate mit semiaridem Klima, Wälder und buschbestandenes Grasland.

## Beschreibung
Die Schleppennachtschwalbe ist 28–43 cm groß, das Männchen wiegt zwischen 39 und 58 g, das Weibchen zwischen 35 und 61 g. Es gibt farbliche Variationen von blassbraun über braun und graubraun bis sandfarben gelbbraun.
Sie ähnelt der Gartennachtschwalbe und der Kurzschleppen-Nachtschwalbe mit weißen Flecken auf allen fünf Handschwingen, einer weißen Flügelbinde über den kleinen Armdecken, schmalem weißen Rand auf den äußeren Steuerfedern und weißen Spitzen auf den Armschwingen. Beide Geschlechter haben sehr lange zentrale Schwanzfedern (bis zu 28 cm).

## Stimme
Der Ruf des Männchens wird als sehr schnelles, langes und gleichmäßiges, fast rollendes Surren, deutlich schneller als bei anderen Nachtschwalben beschrieben, auch mit chong chong” endend.

## Geografische Variation
Es werden folgende Unterarten anerkannt:
- C. c. climacurus Vieillot, 1824, Nominatform – Mauretanien und Senegal bis Sudan und Südsudan; Teilzieher bis Guinea
- C. c. sclateri (Bates, 1927) – feuchte Regionen Westafrikas Sierra Leone bis Nigeria, Demokratische Republik Kongo, Uganda und Südsudan
- C. c. nigricans (Salvadori, 1868) – um den Weißen Nil in Sudan (Kusti), bis Eritrea und Südsudan (Shambe-Nationalpark), auch Bahr el Zeraf und Sobat sowie Westen Äthiopiens

## Lebensweise
Die Nahrung besteht aus Käfern, Nachtfaltern, Fangschrecken, Ameisen, geflügelten Termiten, Grillen und Heuschrecken.
Die Brutzeit liegt in Senegal und wohl auch Gambia zwischen März und September, in Mali und Nigeria zwischen März und August und in Uganda zwischen Mai bis Juli.

## Gefährdungssituation
Die Schleppennachtschwalbe gilt als „nicht gefährdet“ (least concern).